# 専門学校東京ビジュアルアーツ・アカデミー
東京ビジュアルアーツ・アカデミー（とうきょうビジュアルアーツ・アカデミー）は、東京都千代田区にある専門学校。英語表記TOKYO VISUAL ARTS ACADEMY、通称「TVA」。旧校名は東京写真専門学校。
学校法人21世紀アカデメイアが運営する、東京都認可の専門学校である。写真、映像、特殊メイク、マスコミ、音楽、俳優、ダンスと、エンターテイメントとクリエイティブ分野を目指す総合校として、業界への就職・デビューを志望する学生を対象に専門教育を行っている。

## 学科編成
＜昼間部（2年制）＞　2025年度
- 写真学科
  - ファッションフォトコース
  - コマーシャルフォトコース
  - スポーツフォトコース
  - ブライダル・営業写真コース
  - ライブフォトコース
  - 写真作家コース
  - クリエイティブフォトコース

- 映像学科
  - 動画クリエイターコース
  - ミュージックビデオコース
  - 動画VFX・3DCGコース
  - ライブ・中継技術コース
  - ドラマコース
  - バラエティー番組コース
  - 映像音響コース
  - 映画監督コース
  - 映画技術コース

- 特殊メイク学科
  - 特殊メイクコース
  - 映像・舞台メイクコース
  - 特殊造形コース

- マスコミ出版・芸能学科
  - 総合出版コース
  - ファッション誌コース
  - アニメ出版コース
  - 芸能マネージャーコース
  - イベント企画・制作コース
  - ファンクラブスタッフコース

- 音楽総合学科
  - ボーカルコース
  - ギターコース
  - ベースコース
  - ドラムコース
  - キーボードコース
  - サウンドクリエイターコース
  - PAコース
  - 照明コース
  - レコーディングコース

- パフォーミングアーツ学科
  - 俳優・タレントコース
  - ネットタレント・インフルエンサーコース

- ダンス学科
  - ダンサーコース
  - ダンスボーカルコース

## 沿革
- 1964年 - 東京写真専門学院として創立[1]
- 1977年 - 専修学校認可、東京写真専門学校へ改称[1]
- 1993年 - 専門学校東京ビジュアルアーツに改称
- 1995年 - 専門士指定校として認定
- 2001年 - 東京ビジュアルアーツ早稲田研究所開設
- 2014年 - 創立50周年
- 2024年 - 学校名を「専門学校東京ビジュアルアーツ・アカデミー」に変更

卒業生は約3万6000人以上とも言われている。

## 学風および特色
- 特別講師にレスリー・キー、飯沢耕太郎、ZIGEN、江川悦子。特別顧問には河瀨直美など著名人が名を連ね、業界との連携を活かした教育や実習を可能にしている。
- 産学協同での学びを積極的に開催、また学科間のコラボレーションなどを実施し、総合校としての強みを活かしている。
- 日本では珍しい特殊メイクコース、特殊造型コースを設けているほか、学内でメジャーレーベル提携の音楽プロダクションを運営するなど、独自性の高い教育を行っている。
- 東京・早稲田にて、ビジュアルアーツギャラリー・東京を運営。写真展・個展などを開催している。

## 業界・社会とのつながり
- ジャパンラグビートップリーグの公式試合の撮影。
- 映画『ゲゲゲの鬼太郎』へメイクスタッフとして参加。フジテレビ系「ジャンプ!○○中」に、特殊メイクスタッフとして参加。
- 東京・下北沢の短編映画館「TOLLYWOOD」とのコラボレーションにより、学生制作映画を公開。これまでに『ミックス・マシン』『アリーナロマンス』『梅田優子の告白』『14才のハラワタ』などの作品を送り出し、DVD販売・レンタルをしている。
- 雑誌「ターザン」「CD＆DLでーた」制作に参加。

## 企業研修
在学中から実際の企業で仕事の流れを体験し、実践力をつける企業研修（インターンシップ）を実施している。

## 入学制度
- 総合型選抜（AO入学）
- 推薦入学（学校推薦入学・自己推薦入学）
- 一般入学

## 奨学金・各種制度
- 総合型選抜（AO）特待生制度
- 日本学生支援機構奨学金
- 高等教育の修学支援新制度
- 東京都育英資金
- 東京都母子福祉資金・父子福祉資金
- 日本政策金融公庫
- 各銀行の教育ローン

## アクセス
- 市ケ谷駅から徒歩8分
- 麹町駅、半蔵門駅から徒歩5分

## 卒業生
写真家
- 間下このみ
- 諸河久
- 寺岸宏一
- 萩庭桂太
- 岡嶋和幸
- 酒井俊春
- 須田郡司
- 吉竹めぐみ
- 野村誠一
- 比嘉康雄
- 吉田良
- 瀬戸正人
- 大場和裕
- 山内道雄
- 黒須みゆき
- レスリー・キー
- 戸田基大

監督・演出家・脚本家など
- 浜野佐知
- 柳島克己
- 深川栄洋
- 神田創
- 舞原賢三
- 鈴村展弘
- 吉田恵輔
- 柴主高秀
- アミノテツロー
- 松本ヨシユキ
- 今井哲郎
- 櫻井剛
- 尾崎孔一
- 竹内亮

音楽
- 山田将司（THE BACK HORN）
- 菅波栄純（THE BACK HORN）
- 松田晋二（THE BACK HORN）
- 一番星哲也（作詞家、作曲家）
- 山川浩正（元THE BOOM）
- 今井宏（作曲家）
- 石井亮輔（音楽プロデューサー）

俳優
- 小日向文世

作家
- 植田まさし
- 大岩ピュン

その他
- ロッシー小川（プロレスプロモーター）
- 下畑和秀（特殊メイク）

声優・アナウンサー
- 三輪隆博
- 磯部恵子
- 中務貴幸
- 相坂優歌